# Ladislav Mráz
Ladislav Mráz (27 agosto 1909 – 7 marzo 1962) è stato un calciatore cecoslovacco, di ruolo attaccante.

## Carriera

### Nazionale
Il 25 marzo 1934 gioca la sua unica partita in Nazionale in un'amichevole contro la Francia (1-2).